# Mubpienålmaj
Mubpienålmaj, "Den Onde", var en gudom i samisk religion. Han var en sammanfattande benämning på gudarnas onda sida. Han har tolkats som en influens av den kristna Djävulen. 